# IDNK
IDNK (англ. IDNK, gluconokinase) – білок, який кодується однойменним геном, розташованим у людей на 9-й хромосомі. Довжина поліпептидного ланцюга білка становить 187 амінокислот, а молекулярна маса — 20 578.
| 10         |  | 20         |  | 30         |  | 40         |  | 50         |
| ---------- |  | ---------- |  | ---------- |  | ---------- |  | ---------- |
| MAAPGALLVM |  | GVSGSGKSTV |  | GALLASELGW |  | KFYDADDYHP |  | EENRRKMGKG |
| IPLNDQDRIP |  | WLCNLHDILL |  | RDVASGQRVV |  | LACSALKKTY |  | RDILTQGKDG |
| VALKCEESGK |  | EAKQAEMQLL |  | VVHLSGSFEV |  | ISGRLLKREG |  | HFMPPELLQS |
| QFETLEPPAA |  | PENFIQISVD |  | KNVSEIIATI |  | METLKMK    |  |            |

A: Аланін

C: Цистеїн

D: Аспарагінова кислота

E: Глутамінова кислота

F: Фенілаланін

G: Гліцин

H: Гістидин

I: Ізолейцин

K: Лізин

L: Лейцин

M: Метіонін

N: Аспарагін

P: Пролін

Q: Глутамін

R: Аргінін

S: Серин

T: Треонін

V: Валін

W: Триптофан

Кодований геном білок за функціями належить до трансфераз, кіназ. 
Задіяний у такому біологічному процесі, як альтернативний сплайсинг. 
Білок має сайт для зв'язування з АТФ, нуклеотидами. 